# 邑良志別君宇蘇弥奈
邑良志別君 宇蘇弥奈（おらしべのきみ うそみな、生没年不詳）は、奈良時代の東北蝦夷（陸奥国の蝦夷）。第三等（朝廷が蝦夷に与えた爵位第三位）。後世では東北地方の各神社で祀られており、蝦夷の人物神とされ、「オラシ」の名称に関してもアイヌ人の信仰と関連するものとされる（後述）。

## 記録
『続日本紀』霊亀元年（715年）10月29日条に記述が見られ、陸奥の蝦夷である邑良志別君宇蘇弥奈たちの訴え出として、「自分達は北方の狄（えぞ）の侵入に苦しみ悩まされ、親戚も殺されたため、香河村（現胆沢町と水沢市の一部）に新しい役所を置き、そこに村を作りたい」と、異民族被害のために新しい土地へ集団移住することを願い出ており、また、「編戸（へんこ）の民（＝戸籍に登録された民）に入れて、永く安心していられるようにしてほしい」と発言したと記されており、朝廷の加護を得るために律令制下に入ることを要望している。
約100年後に、この付近に坂上田村麻呂が城を築くが、前述の記録のように、この辺りは古くから蝦夷同士の争いが絶えず、そのため、律令制＝戸籍に登録される＝朝廷の加護を得られるといった考えに至ったものとみられる。

## 人物神としての邑良志
『神祇志料』に式内社の「遠流志別石神社（おるし - ）」（宮城県登米郡石越町所在）の「石」は「君」の誤表記であるとして、『続紀』の邑良別君を祖神として祀っている。
また、『東北古代探訪』において、司東真雄は、「於呂閉志神社（おろへし - ）」（岩手県胆沢郡胆沢町所在）の「閉志」は「志閉（しへ）」の誤写であるとし、この考察から谷川健一は邑良志と関連する神社と想定している。
このように、誤記・誤写（そこからくる読みの違い）が見受けられるものの、『続紀』に記述される開拓者の邑良志を祖神として祀る神社が見られる。

## アイヌ語と信仰の関連
『アイヌ・英・和辞典』（ジョン・バチェラー）によれば、アイヌ語の「オヤシ」は「精霊・鬼、または悪霊」とされ、アイヌの精霊には「オヤシベ」（ベは「物」の意）がいる（例として、イペカリオヤシ・ペンタチコロオヤシなど）。ここから谷川健一は、アイヌの精霊信仰のオヤシからオラ（ロ）シ（邑良志）となり、ベの部分が「別」と表記されたことで、「ワケ」と読まれるようになり、オラシワケ君が成立したと考察している（君は族長・村長の意）。また、オラシワケ君はアイヌが信奉した精霊を名に負う神を祀るのが役割の一つだったとし、その斎場が遠流志別石神社や於呂閉志（志閉）神社だったと推測している。これらの考察に従うなら、アイヌのオヤシベ信仰は8世紀初頭前後にまでさかのぼることになる。
別はアイヌ語で川の意。北海道に現在も別の付く地名は多い。